# 이반 페리시치
이반 페리시치(크로아티아어: Ivan Perišić, 크로아티아어 발음: [ǐʋan pěriʃitɕ], 1989년 2월 2일~)는 크로아티아의 축구 선수로, 포지션은 윙어이다. 현재 에레디비시의 PSV 에인트호번과 크로아티아 축구 국가대표팀 소속으로 활동하고 있다.

## 구단 경력
불과 17세의 나이에 페리시치는 여러 클럽의 관심을 받았다. 그에 관심을 가진 클럽은 RSC 안데를레흐트, FC 서울, PSV 에인트호번, AFC 아약스, 트라브존스포르, 헤르타 BSC 베를린, 그리고 함부르크 SV 가 있었지만, 그는 결국 프랑스 리그 앙의 FC 소쇼 몽벨리아르와 계약하였다. 그는 HNK 하이두크 스플리트에서 프랑스로 둥지를 옮겼다. 스플리트 시절 그는 언론으로부터 "새로운 아사노비치" (리게 앙에서 활약했던 유명한 크로아티아의 미드필더) 라는 호칭을 얻었다. 2007년에서 2009년 1월까지 그는 FC 소쇼 몽벨리아르 소속이었다.
2009년 그는 벨기에 1부 리그에 속한 KSV 루셀라레에 6개월간 임대되었다.
2009년 8월 26일, 페리시치는 €250,000의 가격에 클럽 브루게 KV와 3년 계약을 체결하였다. 벨기에 축구 언론들은 이 20세의 선수에 밝은 미래를 예측하였다. 2010-11 시즌, 브루게 소속으로 22골을 득점하여 페리시치는 벨기에 1부 리그 득점왕에 올르고, 벨기에 올해의 선수로 선출되었다.
2011년 5월 23일, 페리시치는 보루시아 도르트문트와 5년 계약을 체결하였다. 이적료는 약 €5M으로 책정되었다. 그는 8월 5일, 함부르크 SV전에서 76분에 크리스 뢰페와 교체 투입되었다. 2011년 9월 13일, 아스널 FC와의 UEFA 챔피언스리그 홈경기에서 그는 69분에 교체 투입되어 막판에 18m 동점골을 득점하였다. 10월 14일, 그는 SV 베르더 브레멘 원정에서 선제골을 득점하였지만, 경고누적으로 퇴장당하였다. 경기는 도르트문트의 2-0 승리로 끝났다. 2022년 여름 페리시치는 FC 인테르나치오날레 밀라노에서 토트넘 홋스퍼 FC로 이적했다. 주급은 18만 파운드로 알려졌다.
2024년 8월 31일, 하이두크 스플리트는 페리시치와의 계약을 해지했다.

### PSV 에인트호번
2024년 9월 18일, PSV 에인트호번과 2024-25 시즌 동안 유효한 1년 계약을 체결했다.

## 국가대표팀 경력
페리시치는 크로아티아의 U-17, U-18, 그리고 U-21 팀의 경기에 출장하였다. 그는 2011년 UEFA U-21 챔피언쉽에 크로아티아 국가대표로 참가하여 2득점을 기록하였다. 2011년 1월 26일, 21세의 나이로 그는 크로아티아 축구 국가대표팀에 처음으로 차출되었다. 그 이후로 정기적으로 차출되었다.2018년 러시아 월드컵 준결승에서 1골 1어시스트를 기록하는 등 크로아티아가 2018년 월드컵에서 준우승을 하는데 기여했다.프랑스와의 러시아 월드컵 결승에서도 전반 동점골을 기록했지만 핸드볼 파울로 실점의 빌미를 제공하기도 했다.

## 수상 경력

#### 보루시아 도르트문트
- 분데스리가 : 2011-12
- DFB 포칼 : 2011-12

#### 볼프스부르크
- DFB 포칼 : 2014-15
- DFL 슈퍼컵 : 2015

#### 바이에른 뮌헨
- 분데스리가 : 2019-20
- DFB 포칼 : 2019-20
- UEFA 챔피언스리그 : 2019-20

#### 인테르나치오날레
- 세리에 A : 2020-21
- 코파 이탈리아 : 2021-22
- 수페르코파 이탈리아나 : 2021

#### 크로아티아
- FIFA 월드컵 : 준우승 (2018)[13], 3위 (2022)
- UEFA 네이션스리그 : 준우승 (2022-23)

### 개인
- 벨기에 리그 득점왕 : 2010-11
- 벨기에 리그 올해의 선수 : 2010-11
- 세리에 A 이 달의 골 : 22년 4월
- Vatrena krila: 2014
- 브라니미르 공작 훈장 : 2018
- UEFA 유로 2016 맨 오브 더 매치 : vs. 스페인 (조별리그)
- 2018년 FIFA 월드컵 맨 오브 더 매치 : vs. 잉글랜드 (준결승전)

## 같이 보기
- A매치 100경기 이상 출전한 축구 선수 명단